# HYIP
Um Programa de Investimento de Alto Rendimento (em inglês: High-Yield Investment Program - HYIP) é um tipo de Esquema Ponzi, um investimento fraudulento que promete retornos insustentáveis sobre os investimentos pagando investidores antigos com dinheiro investido por novos investidores.
Embora o termo faça referência a investimentos de alto rendimento como se fossem legítimos, devido ao uso comum por fraudadores para camuflar seus golpes, a sigla HYIP, assim como o seu significado, se tornou sinônimo de fraude.

## Funcionamento
Os operadores desses esquemas usualmente criam uma página da web oferecendo um "programa de investimento" que promete altos retornos, como 1% ao dia (que resultaria num retorno anual de 3 678 % com a composição dos juros), revelando pouco ou nenhum detalhe sobre a sua gestão, localização, ou outros aspectos sobre a forma como o dinheiro será investido (geralmente porque o dinheiro não é realmente investido) e sobre a forma como eles geram os retornos que propõem.
Quando revelam informações, apresentam informações vagas, com pouca ou com questionável evidência. As informações mais comuns sugerem que os operadores seriam peritos em gerar receita consistente realizando negociações em mercados de renda variável de altíssimo risco, como compra/venda de ações, investimentos em empresas, forex, criptomoedas ou, até mesmo, apostas esportivas. Tais investimentos são, por vezes, apresentados com algum tipo de apelo emocional, apelos à fé e a promessa de que vai ajudar os investidores a alcançar liberdade financeira.

Esquemas HYIP online raramente duram mais de dois anos e tipicamente aceitam pequenos depósitos, enquanto prometem rentabilidades incrivelmente altas. A esmagadora maioria dos casos sugere que os HYIPs são esquemas Ponzi, em que novos investidores fornecem os fundos para pagar os rendimentos dos investidores já existentes, que, normalmente, são resgatados em seguida. Esta abordagem permite que o esquema fraudulento continue enquanto encontrarem novos investidores e/ou antigos investidores que reinvistam seu dinheiro no sistema, processo conhecido como composição (porque são prometidos lucros ainda maiores). Os fraudadores tentam enganar os investidores, sugerindo que instituições reais, consideradas financeiramente sólidas, ou outras, desconhecidas, de nomes sonantes, são participantes destes programas falsos."
A introdução de moedas eletrônicas, tais como e-gold ou Liberty Reserve no passado, e, na atualidade, principalmente, do Bitcoin, tornou possível para as HYIPs operarem na Internet e atravessarem fronteiras internacionais, bem como aceitarem um grande número de pequenos investimentos. HYIPs costumam oferecer ainda um incentivo em forma de comissão para os membros atraírem novos investidores (por exemplo, 9% dos novos fundos investidos).

## Exemplos

### No Mundo

#### PIPS
O PIPS foi um esquema de investimento foi iniciado por Bryan Marsden no início de 2004, difundido por mais de 20 países e envolvendo mais de 20 milhões de dólares americanos. Após investigação, foi fechado pelo Bank Negara Malaysia (Banco Central da Malásia) em 19 de Agosto de 2005, tendo Mardsen e sua esposa sido presos.

### No Brasil
No Brasil, houve registro de diversos HYIP locais, não necessariamente promovidos com esse termo, mas que reúnem características semelhantes.
Dentre as mais notáveis, destacam-se
- MDD Publicidade e Marketing Ltda.[5]
- Intrade Informações, Ltda.[6]
- FX-BR Forex Trading[7]
- IFOREX[8]
- Alcateia/Maximus Investimentos[9][10]
- Zurc Investimentos[11]
- Atlas Quantum
- KriptaCoin
- Unick Forex (Unick Academy)
- Bitcoin Banco

entre diversas outras.